# 택시 승차장

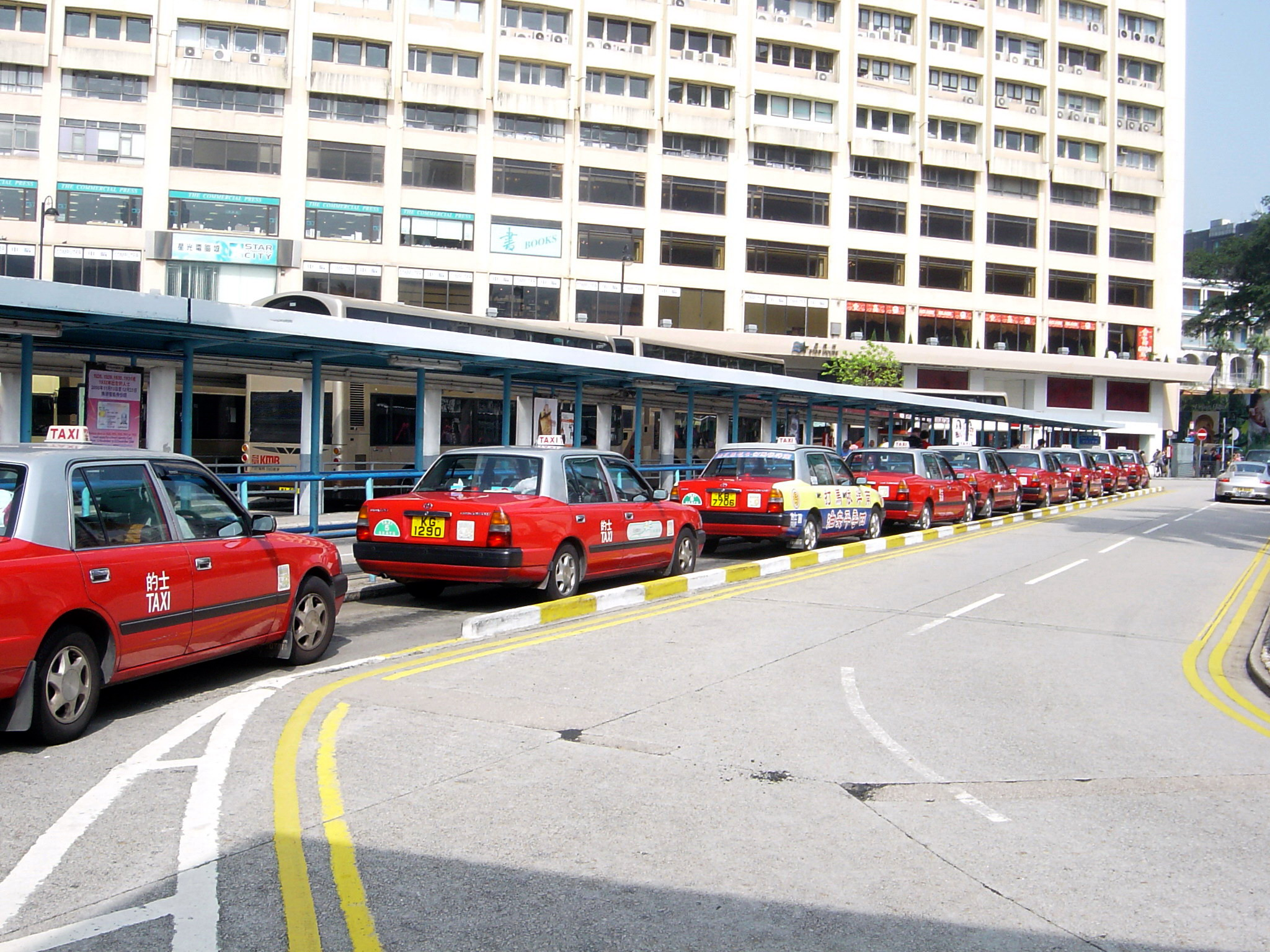
홍콩의 택시 승차장

택시 승차장(taxi乘車場)은 택시를 승차하는 곳이다.

## 운영
승차장은 보통 공항, 호텔 진입로, 기차역, 지하철역, 버스 정류장, 페리 터미널, 쇼핑 센터 및 주요 거리 교차로와 같이 교통량이 많은 위치에 있다. 일반적으로 승차장은 단순한 페인트 표지판으로 표시된다.
승차장은 일반적으로 선착순 대기열 역할을 하므로 승차장에 가장 먼저 도착하는 택시(줄 맨 앞에 있는 택시)가 먼저 도착하는 승객에게 서비스를 제공하고 첫 번째 택시가 떠날 때 각 택시는 그 뒤에는 한 지점 앞으로 이동하고 도착할 마지막 택시가 마지막 지점을 차지한다.
아일랜드 공화국에서 의도하는 승객은 지정된 택시 승강장에서 대여할 수 있는 모든 택시를 선택할 수 있다. 택시규제위원회는 고객이 선택할 권리가 있으며 선착순 원칙은 따르지 않는 것으로 간주했다.

## 같이 보기
- 충전소
- 전기차량